# Psilocera confusa
Psilocera confusa är en stekelart som beskrevs av Graham 1992. Psilocera confusa ingår i släktet Psilocera och familjen puppglanssteklar.
Artens utbredningsområde är:
- Frankrike.
- Madeira.
- Nederländerna.
- Portugal.
- Spanien.

Inga underarter finns listade i Catalogue of Life.